# Whakawhiti Saddle
Whakawhiti Saddle är ett bergspass i Antarktis. Det ligger i Östantarktis. Nya Zeeland gör anspråk på området. Whakawhiti Saddle ligger 379 meter över havet.
Terrängen runt Whakawhiti Saddle är kuperad västerut, men österut är den platt. Trakten är obefolkad. Det finns inga samhällen i närheten.